# (12818) Tomhanks
(12818) Tomhanks (1996 GU8) – planetoida z pasa głównego asteroid okrążająca Słońce w ciągu 4,54 lat w średniej odległości 2,74 j.a. Odkryta 13 kwietnia 1996 roku.